# Gante-Wevelgem de 2011

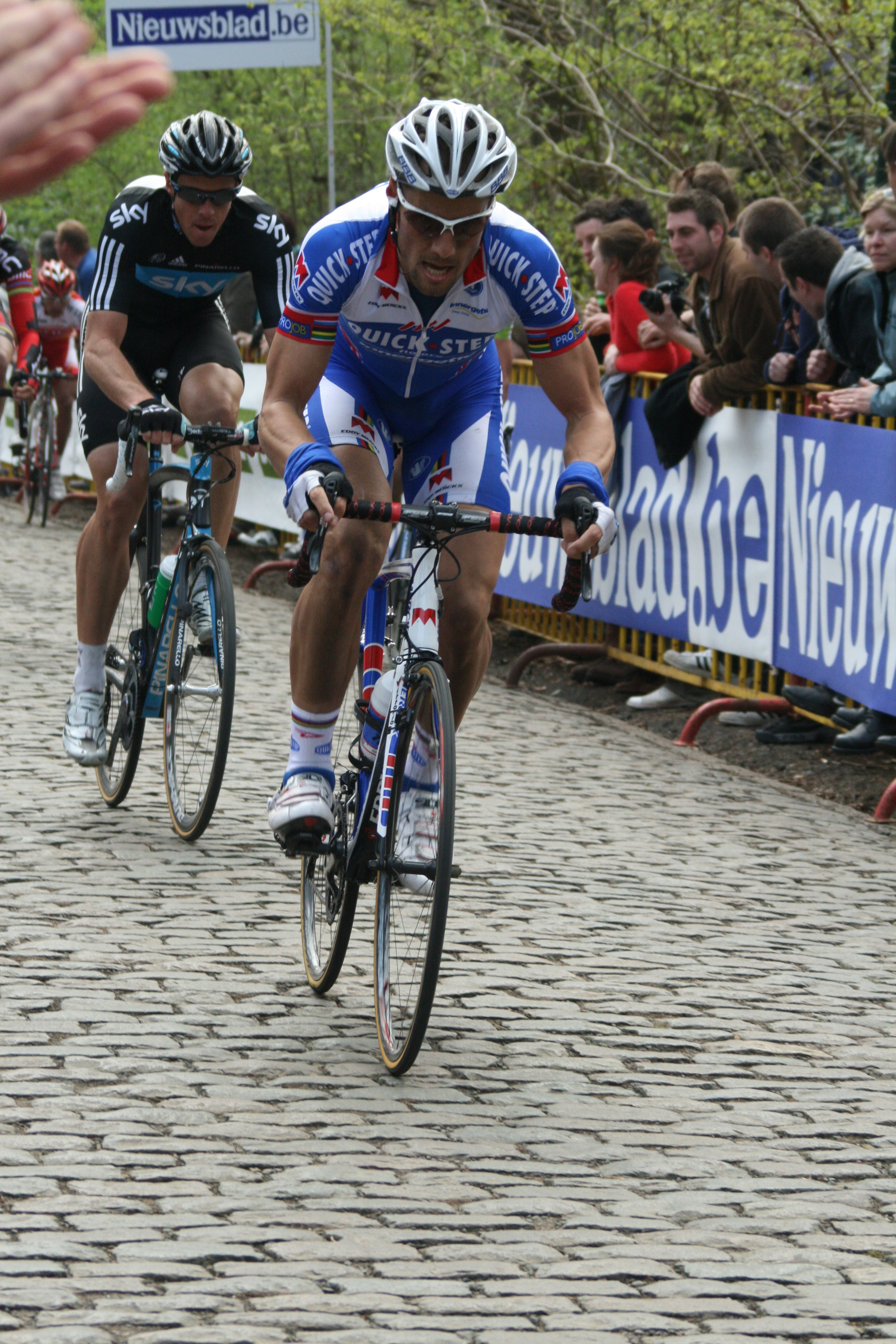
Tom Boonen, ganhador final, durante a disputa da prova

A 73.ª edição da Gante-Wevelgem disputou-se a 27 de março de 2011, sobre um traçado de 204,5 km.
A corrida pertenceu ao UCI WorldTour de 2011.
Participaram 24 equipas: os 18 de categoria UCI ProTeam (ao ter obrigada sua participação); mais 6 de categoria Profissional Continental mediante convite da organização (Cofidis, le Crédit en Ligne, FDJ, Team Europcar, Skil-Shimano, Landbouwkrediet, Topsport Vlaanderen-Mercator e Veranda´s Willems-Accent). Formando assim um pelotão de 194 ciclistas de 8 corredores a cada equipa (excepto o Lampre-ISD que saiu com 7, o Euskaltel-Euskadi que saiu com 6 e o Veranda´s Willems-Accent que saiu com 5), dos que acabaram 159.
O ganhador final foi Tom Boonen depois de ganhar ao sprint a Daniele  Bennati e Tyler Farrar, respectivamente.

## Classificação final
| Posição | Ciclista         | Equipa             | Tempo      |
| ------- | ---------------- | ------------------ | ---------- |
| 1.      | Tom Boonen       | QuickStep          | 4h 35' 00" |
| 2.      | Daniele Bennati  | Leopard-Trek       | m.t.       |
| 3.      | Tyler Farrar     | Garmin-Cervélo     | m.t.       |
| 4.      | André Greipel    | Omega Pharma-Lotto | m.t.       |
| 5.      | Lloyd Mondory    | Ag2r-La Mondiale   | m.t.       |
| 6.      | Mitchell Docker  | Skil-Shimano       | m.t.       |
| 7.      | Bernhard Eisel   | HTC-Highroad       | m.t.       |
| 8.      | Kristof Goddaert | Ag2r-La Mondiale   | m.t.       |
| 9.      | Lars Boom        | Rabobank           | m.t.       |
| 10.     | Baden Cooke      | Saxo Bank          | m.t.       |